# Golden Beach (Maryland)
Pour les articles homonymes, voir Golden Beach.
Golden Beach est une census-designated place située dans le comté de Saint Mary, dans l’État du Maryland, aux États-Unis. Lors du recensement de 2020, elle comptait 3 651 habitants.